# Марково (Винницкая область)
Ма́рково (укр. Маркове) — посёлок, входит в Тульчинский район Винницкой области Украины.
Население по переписи 2001 года составляло 73 человека. Почтовый индекс — 23654. Телефонный код — 4335. Занимает площадь 0,134 км². Код КОАТУУ — 524355302.

## Местный совет
23652, Вінницька обл., Тульчинський р-н, смт. Кирнасівка, вул. 50-річчя Жовтня, 2